# 大平紅橋
24°49′53″N 121°14′44″E / 24.831303°N 121.245488°E
大平紅橋，位於臺灣桃園市龍潭區大平里跨越打鐵坑溪的紅磚橋，建於1923年，為桃園市歷史建築。

## 由來
昔日，大漢溪水位高，關西一帶農產品出口會運到三坑子老街碼頭。在乾隆時期，就有衛阿貴、蕭鳴皋、黃慶興等人集資建立從關西牛欄河開始，經柯仔崎、十股寮、清水坑、大平到三坑河床的古道。
1923年，在陸昌義、張金城、張鼎生等人發起下，委由大倉土木株式會社承包，興建有五座橋拱的紅磚橋梁，以確保大平、三坑往來交通安全。1923年2月12日竣工，耗資日幣兩千零五十四圓，橋長近五十公尺，寬約兩公尺，可容牛車通行。許多人都誤會是糯米橋，但後來發現其實是水泥材質。建材與當時進行桃園大圳工事所需磚材相同。
在台三乙線開闢後，古道失去交通功能，使得橋身逐漸荒廢。

## 觀光

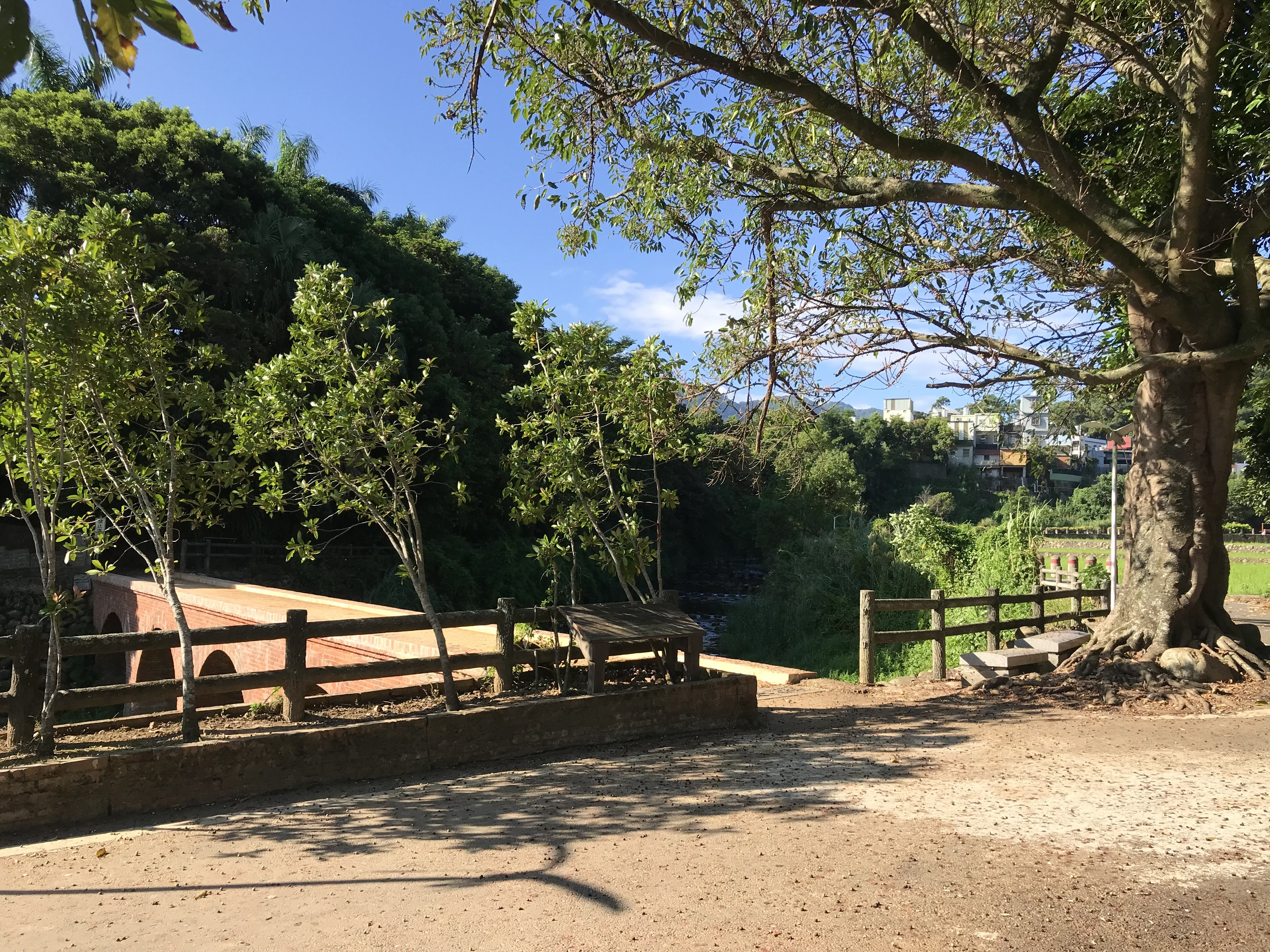
紅橋與榕樹

大漢溪上游的打鐵坑溪鮮受汙染，河水清澈。雖歷經多年雨露風霜，磚橋仍完整如初，赭紅色的橋身映照溪流綠野，而有「紅橋」之稱。大平、三坑等地方人士組成的文史工作協會，就用「紅橋」為名。除有「糯米橋」、「大坪橋」、「大平紅橋」等俗稱外，官方名稱「大平橋」是因其行政區屬大平里。日治時期的橋碑說明取名為「太平橋」是以希永垂不朽。
2001年9月12日，為配合角逐臺灣歷史建築百景，桃園縣政府文化局先選出包含此橋、八德三元宮、八德呂宅著存堂、燃藜第紅樓的廿景供民眾票選。在被票選為臺灣歷史建築百景第六十五名後，2002年2月21日，農委會水土保持局兩名技士會同地主何應煥、大平村長鍾添翞、民代陳春錢等走勘，敲定補助新台幣五千餘萬元，在紅橋上下游砌建親水公園。該年6月，水保局以一千五百萬元進行紅橋段野溪整治，採生態自然工法，用現地原有石塊堆積，讓石縫天然間隙營造成魚蝦生存空間，又每五公尺加設固定截牆以增安全。施作親水公園時，地方還呼籲勿傷到橋頭的茄苳、榕樹。
遊客會從石園活魚餐廳附近小徑、或隨台三乙線的路標引道從橋北端進入。龍潭鄉公所也答應民眾要求，在台三線七公里五十公尺處製作觀光導覽圖、中正路新生段增設指引路標、大平社區入口及前進八百公尺轉彎處各設指標，以便旅客前往。

## 文保
在大平長大的縣議員魏雪卿說，納莉水災讓打鐵坑溪護岸受創嚴重，此橋依然屹立不搖，證明先人的造橋技術及品質。2000年，橋身填土，讓原先三十公分的磚造護欄埋沒，引起龍潭鄉文史工作者曾新蔘惋惜。
2003年3月25日，桃園縣定古蹟暨歷史建築審查委員會在副縣長黃敏恭帶領下，來龍潭烏樹林翁宅祖堂六桂傳香、龍潭三和江夏科文祖堂、大平紅橋會勘。在被列為歷史建築後，2020年9月初，進行改善工程，以保護橋體。原先桃園市政府文化局想把橋頭的竣工捐題碑擬移至室內保存，遭龍潭導覽協會理事長徐鳳園、市議員徐玉樹等反對，因此重新審議。